# Лібурнія
Лібурнія (Liburnia) — в давнину місцевість в Іллірії, яка займала західну частину нинішньої Хорватії і північ Далмації разом з прибережними островами. Розташовувалася між річками Арсія (нині Раша), яка відокремлює її на півночі від Істрії, і Тіцій (нині Крка), що служить межею із Далмацією на півдні. Лібурни (або лібурнійці), були спритними мореплавцями та торговцями. На своїх швидкохідних кораблях «лібурнах» вони вирушали у далекі країни. Лібурни, відомі також як морські розбійники, близько середини II в . до н. е. були підкорені римлянами. Невеликі і швидкохідні лібурнські човни під час битви при Акції сприяли перемозі Октавіана.

## Міста
- Альбона (Albona; н. теж Альбон)
- Корін (Corinium; н. Карін)
- Сения (Senia; н. Ценг)
- Скардона (Scardona)
- Тарсатіка (Tarsatica ; н. Терсатто) — сучасний Трсат і частина Рієки
- Фланона (Flanona; н. Фіанона)
- Енона (Aenona; н. Нона)
- Ядер (Iader; нині Задар)